# Cashback (film)
Cashback – dwa filmy w reżyserii Seana Ellisa: krótkometrażowy z roku 2004 oraz długometrażowy z 2006 roku. Producentem obu filmów był Lene Bausagen, wystąpili w nich: Sean Biggerstaff, Emilia Fox, Shaun Evans, Michelle Ryan, Stuart Goodwin. Za produkcję obu obrazów odpowiedzialne było studio Ugly Duckling.

## Obsada
- Sean Biggerstaff jako Ben Willis, student plastyki
- Emilia Fox jako Sharon Pintey, koleżanka z pracy Bena i przyszła dziewczyna
- Shaun Evans jako Sean Higgins, przyjaciel Bena
- Michelle Ryan jako Suzy, była dziewczyna Bena
- Stuart Goodwin jako Jenkins, szef z pracy Bena
- Michael Dixon jako Barry Brickman
- Michael Lambourne jako Matt Stephens
- Keeley Hazell jako Naked Girl